# Il treno senza orario
Il treno senza orario (Vlak bez voznog reda) è un film del 1959 diretto da Veljko Bulajić.